# Tsundoku

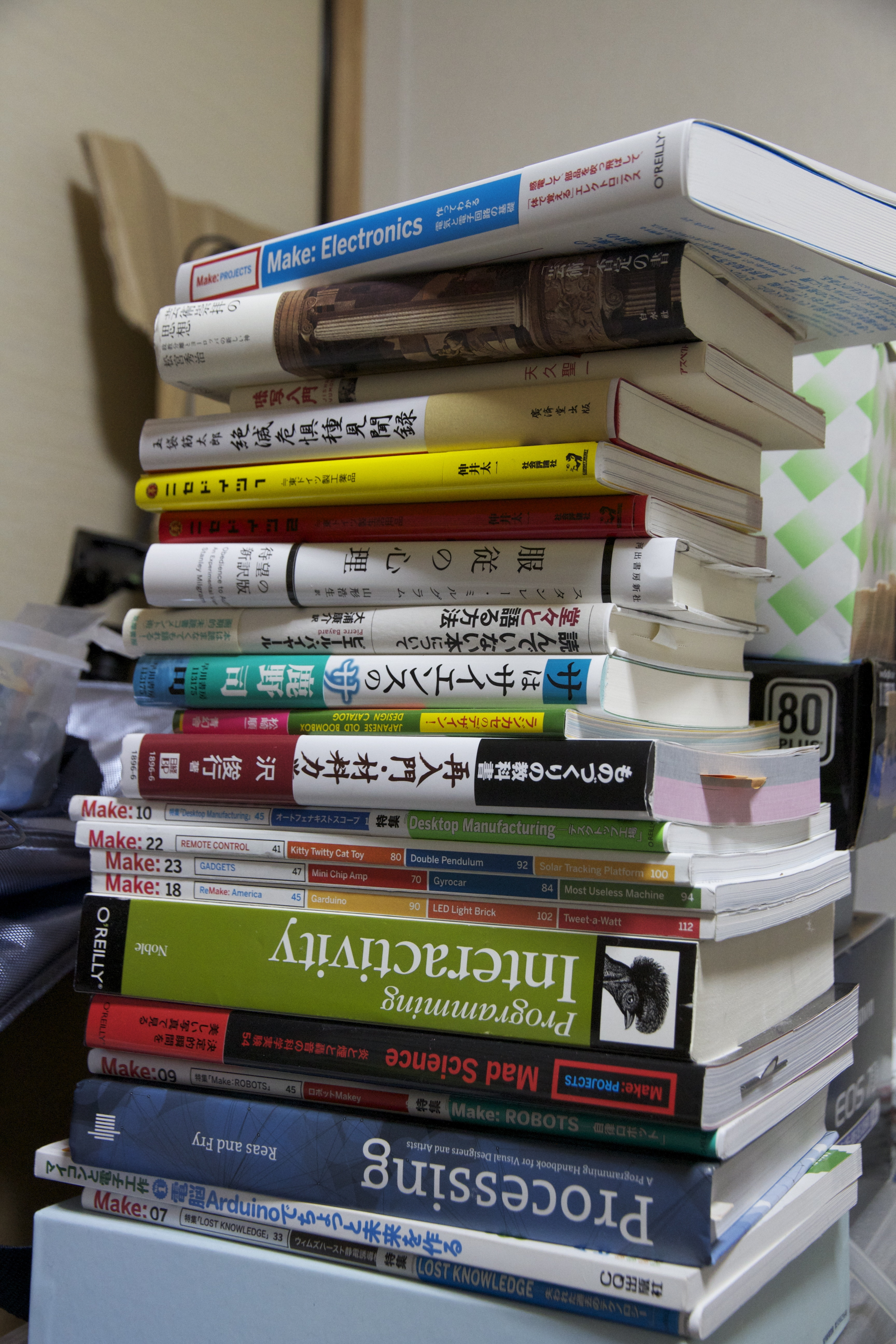
Tsundoko, en trave olästa böcker i Japan.

Tsundoku (japanska: 積ん読) är ett japanskt slanguttryck för olästa böcker som staplas i hemmet med avsikten att läsa dem senare.
Uttrycket, som är en sammandragning   av tsunde-oku (積んでおく, att samla på hög till senare) och dokusho (読書, att läsa böcker), användes redan under  
Meijiperioden (1868–1912).
Tsundoku skall inte förväxlas med termen bibliomani, som bland annat beskrivits av den brittiska författaren Thomas Frognall Dibdin, som är ett närmast sjukligt begär att samla och äga böcker.
År 2014 nämndes Tsundoku som nyord av Språktidningen och det har också föreslagits att det skall införlivas i engelska språket.